# وست‌فیلد

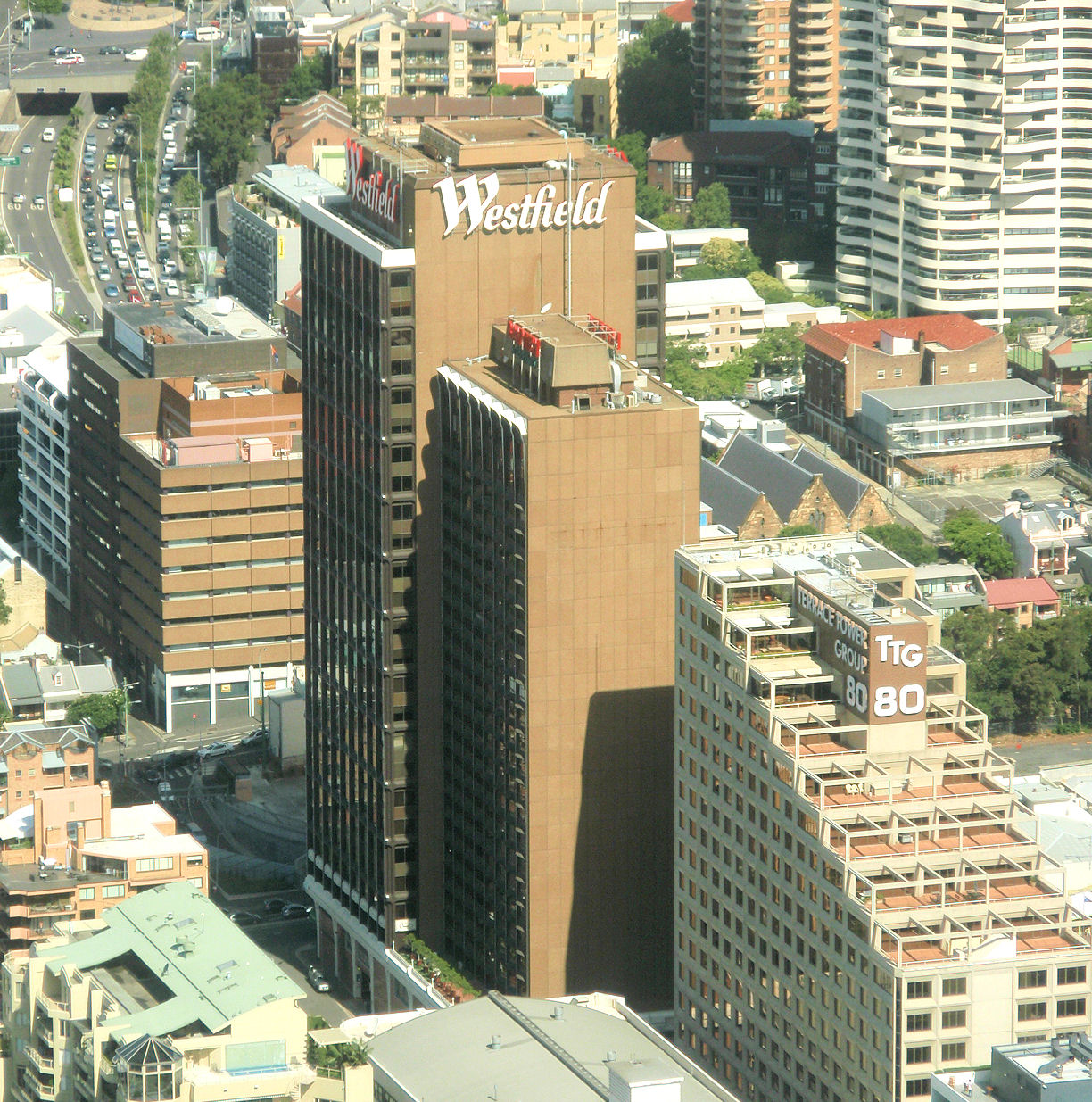
ساختمان مرکزی وست‌فیلد

وِست‌فیلد (به انگلیسی: Westfield) شرکت توسعه، احداث، سرمایه‌گذاری و مدیریت مراکز خرید استرالیایی است که با در اختیار داشتن ۱۰۳ مرکز خرید در کشورهای برزیل، نیوزیلند، استرالیا، بریتانیا و ایالات متحده آمریکا، یکی از بزرگ‌ترین مالکانِ مراکز خرید در جهان است.
در سال ۱۹۶۰، شرکت وست‌فیلد را فرانک لووی و جان ساندرز تأسیس کردند و در حال حاضر سرمایه در حال گردش آنْ بالغِ بر ۶۳ میلیارد دلار استرالیا است. دفتر مرکزی این شرکت در شهر سیدنی قرار دارد و بخشی از سهام آن در بازار بورس اوراق بهادار استرالیا معامله می‌شود.